# خولیو سزار اباته
خولیو سزار اباته (اسپانیایی: Julio César Abatte‎؛ ) بازیکن فوتبال اهل آرژانتین است.

## باشگاهی
از باشگاه‌هایی که در آن بازی کرده‌است می‌توان به باشگاه فوتبال اونیورسیداد شیلی اشاره کرد.